# ورفیل، تارن-ا-گارون
ورفیل، تارن-ا-گارون (به فرانسوی: Verfeil, Tarn-et-Garonne) یک کامین در فرانسه است که در Canton of Saint-Antonin-Noble-Val واقع شده‌است.

## خصوصیات
ورفیل ۱۸٫۴۶ کیلومترمربع مساحت و ۳۲۸ نفر جمعیت دارد و ۱۸۵ متر بالاتر از سطح دریا واقع شده‌است.